# Protoribates geonjiensis
Protoribates geonjiensis är en kvalsterart som beskrevs av Choi 1994. Protoribates geonjiensis ingår i släktet Protoribates och familjen Protoribatidae. Inga underarter finns listade i Catalogue of Life.